# InterBase
|  | Aquest article tracta sobre el de gestió de bases de dades. Vegeu-ne altres significats a «Interbase». |

InterBase és el nom d'un sistema gestor de bases de dades relacional (RDBMS) pertanyent a l'empresa Borland. Es distingeix dels altres bases de dades pel poc espai de disc que ocupa la seva instal·lació, la seva facilitat d'administració, i la seva arquitectura multi-generacional. Existeixen versions d'InterBase per a sistemes Linux, Microsoft Windows i Solaris.
Fins a la versió 6.0 era un programari propietari, però a partir d'aquesta versió, Borland va decidir publicar el seu codi. La nova versió de codi obert, va passar a anomenar-se Firebird.
Borland, ha seguit desenvolupant Interbase fins a arribar a la versió actual 7.5.1 (Juny de 2005), paral·lelament al projecte Firebird que també segueix en marxa.